# 민족사회주의자 국제 연합
민족사회주의자 국제 연합(World Union of National Socialists, WUNS)은 1962년 설립된 신나치주의 국제 조직이다.
미국 나치당의 당수이던 조지 링컨 록웰이 영국을 방문하여 민족사회주의운동(National Socialist Movement)의 대표인 콜린 조던(Colin Jordan)을 만나 국제 연합의 필요성을 논하고 1962년 사비트리 데비 등 여러 국가 출신의 민족사회주의자들과 함께 선언문을 발표하며 창설하였다. 록웰이 1967년 암살당하고 마티아스 콜(Matthias Koehl)이 뒤를 이어받아 덴마크의 신나치주의자 포울 리스크누센(Povl Riis-Knudsen)을 총서기로 임명하는 등 조직의 영향력을 확대하려 시도했으나 콜의 나치 신비주의적 성향에 대한 반발로 분열이 생겼고 결국 콜의 파벌이 이탈한 이후 조직의 힘은 크게 약해졌다.

## 같이 보기
- 유로나트